# Megalonchus arelisci
Megalonchus arelisci är en plattmaskart. Megalonchus arelisci ingår i släktet Megalonchus och familjen Megalonchidae. Inga underarter finns listade i Catalogue of Life.